# Sixt Palma Močidlanský
Sixt Palma Močidlanský (6. srpen 1569, Praha – po 1620) byl pražský měšťan, český knihtiskař a náboženský spisovatel, autor mnoha protikatolických písní a traktátů.

## Život
Narodil se jako syn pražského měšťana a byl určen k duchovnímu stavu; proto se mu dostalo vyššího vzdělání, studoval teologii. Nevstoupil ale do stavu kněžského, věnoval se spisovatelství a zřídil si na Novém městě pražském tiskárnu.
V roce 1602 byl zatčen, mučen a uvězněn za to, že nově přeložil a zveřejnil polemiku Nikolause Hermana Mandát Ježíše Krista krále nebeského a spasitele lidského (česky vyšlo poprvé 1542); tímto činem reagoval na Rudolfův mandát z července 1602 proti Jednotě bratrské. U soudního procesu čelil obvinění i jeho blízký přítel Tobiáš Mouřenín z Litomyšle. Po uvěznění inicioval Zdeněk Vojtěch Popel z Lobkovic konfiskaci Palmovy dílny. V březnu 1603 císař změnil Palmeho trest na doživotní vyhnanství. Od roku 1606 pobýval Palme tajně v různých českých městech. Po vydání Rudolfova majestátu (1609) byla přijata jeho stížnost a dne 16. února 1610 bylo mu povoleno vrátit se do Prahy a obnovit živnost.. Po bitvě na Bílé hoře roku 1620 musel jako protestant znovu vlast opustit. Tento exulant zemřel během třicetileté války, pravděpodobně v Německu; jako místo úmrtí uvádí starší zdroj Bavorsko. Informace o Sixtu Palmovi mizí v předbělohorské době.

## Dílo
Vydával satirické a politické skladby, ale také písně, traktáty, výklady teologické, modlitby, většinou drobné formátem i objemem. Podporoval přitom protestanty. V roce 1595 vydal Písně na historie staro a novozákonní a žalmy kající, v roce 1598 Píseň o sv. Jánu apoštolu. Sám složil Píseň horlivou o M. Janovi z Husince. Tato Palmova píseň útočila již roku 1602 proti jezuitům a připomínala současníkům husitskou revoluční minulost.
Největší rozruch vyvolalo vydání Písně o dobývání pevnosti Kanýže roku 1602. Text, jenž je samostatným zpracováním německého originálu, vypadá, jako by popisoval historickou událost, neúspěch Habsburků při pokusu o dobytí pevnosti Kaniže z turecké moci. Tuto porážku interpretuje jako důkaz nezdaru katolické politiky a jako potvrzení pravosti protestantské víry. Sixt Palma si byl ošemetnosti textu vědom, a proto jej vytiskl bez označení místa, jména tiskárny a roku. Překladatelem tohoto díla byl výše zmíněný spoluobviněný Tobiáš Mouřenín z Litomyšle.
Jako literáta charakterizuje Palmu záliba v skládání veršovaném. Vycvičil se na žalmech, ač formou často podléhá písničkám lidovým. V roce 1617 vydal Kancionál. Profesor Vlček uvádí, že „celkem spisů Palmových počítá se do třiceti", což potvrzuje i Lexikon české literatury.